# Pedro Miguel Obligado
Pedro Miguel Obligado (né en 1892 à Buenos Aires et mort en 1967 dans la même ville) est un poète, professeur, essayiste, conférencier et scénariste argentin.
Il est le fils du poète Rafael Obligado et le cadet de l'écrivain Carlos Obligado.
Son poème No tiene importancia a fait l'objet d'une adaptation en pasillo, interprété par de nombreux chanteurs, souvent équatoriens, dont Carlota Jaramillo et Julio Jaramillo.

## Filmographie comme scénariste
- Argentina tierra pródiga (1963)
- Surcos en el mar (1956)
- Pecadora (1956)
- El amor nunca muere (1955)
- El grito sagrado (1954)
- Nacha Regules (1950)
- Almafuerte (1949)
- Historia de una mala mujer (1948)
- Albéniz (1947)
- En el viejo Buenos Aires (1942)
- Embrujo (1941)
- La chismosa (1938)

## Œuvres

### Poésie
- Ausencia (1945)
- A Gris (1918)
- El ala de la sombra (1920)
- El hilo de oro (1924)
- El canto perdido (1925)
- La tristeza de Sancho (1927)
- La isla de los cantos (Poesía) (1932)
- Melancolía (1943) o (1945)
- Qué es el verso (1957)
- Los altares (1959)

### Prose
- El canto perdido (1925)
- La tristeza de Sancho y otros ensayos (1937)